# 歌川豊春 (2代目)
二代目 歌川豊春（にだいめ うたがわ とよはる、生没年不詳）とは、江戸時代の浮世絵師。

## 来歴
歌川豊春の門人、歌川の画姓を称す。作画期は文化または天保から弘化の頃にかけてとされる。押上の春慶寺にある歌川豊春記恩の歌碑に「二代目歌川豊春」の名があり、豊春の娘婿で銀座二丁目新道に住んでいたといわれる。